# Alessandro Fregoso

Stemma nobiliare dei Fregoso

Alessandro Fregoso (... – Padova, 1565) è stato un condottiero italiano, fratello di Cesare Fregoso e capostipite del ramo veronese della famiglia Fregoso.

## Biografia
Figlio di Giano Fregoso, doge di Genova e di Aldobella Leca di Corsica (†1482), fu uomo d'armi.
Partecipò col padre nel 1512 all'impresa di Genova e quindi passò al servizio della Serenissima. Nel 1513, mentre combatteva al fianco di Bartolomeo d'Alviano nella battaglia de La Motta, rimase prigioniero degli spagnoli nei pressi di Vicenza. Alla morte del padre nel 1529, venne nominato condottiero. Venne sollevato dall'incarico nel 1542, reo di aver scambiato documenti segreti della Repubblica coi francesi tramite Agostino Abbondio, che finì decapitato.
Morì nel 1565 a Padova e volle essere sepolto nella chiesetta dei frati Minori sull'Isola di Garda dell'omonimo lago, acquistata a suo tempo dal padre.

## Discendenza
Sposò Costanza Strozzi di Ferrara, dalla quale ebbe quattro figli:
- Fregoso (?-1609)
- Galeazzo (?-1602 ca.), condottiero
- Giano (?-1592), religioso, sepolto sull'Isola di Garda[2]
- Giulio Cesare, condottiero.